# Zhangjiawan, Peking
Zhangjiawan (kinesiska: 张家湾, 张家湾镇) är en köping i Kina. Den ligger i Tongzhou  i storstadsområdet Peking, i den norra delen av landet, omkring 26 kilometer öster om stadskärnan. Antalet invånare är 89 273. Befolkningen består av 43 114 kvinnor och 46 159 män. Barn under 15 år utgör 7,0 %, vuxna 15-64 år 83 %, och äldre över 65 år 8,0 %.